# Marija Smolakowa
Marija Smolakowa (ros. Мария Смолякова; ur. 1 kwietnia 1984) – rosyjska zapaśniczka walcząca w stylu wolnym. Zajęła siódme miejsce na mistrzostwach Europy w 2003. Siódma w Pucharze Świata w 2007. Mistrzyni świata juniorów w 2003, wicemistrzyni Europy w 2004. Wicemistrzyni Rosji w 2005 roku.